# إيفون هدسون
إيفون هدسون (بالإنجليزية: Yvonne Hudson)‏ هي ممثلة أمريكية، ولدت في 26 نوفمبر 1954 في مانهاتن في الولايات المتحدة.

## وصلات خارجية
- إيفون هدسون على موقع IMDb (الإنجليزية)